# Richard Svoboda
Richard Svoboda (* 21. ledna 1964 Gottwaldov) je bývalý český politik, v letech 2006–2012 senátor za obvod č. 59 – Brno-město a v letech 2004–2006 primátor Brna. Je členem Občanské demokratické strany.
Mezi lety 1998 a 2010 působil jako člen Zastupitelstva městské části Brno-Královo Pole, v letech 2000–2002 byl místostarostou této MČ, odpovědným za majetkovou, školskou a sociální agendu. Od roku 2000 do roku 2004 byl členem Zastupitelstva Jihomoravského kraje. Od roku 2002 působil jako náměstek primátora města Brna, byl odpovědný za majetek, územní a hospodářský rozvoj. Po rezignaci Petra Duchoně se stal 12. října 2004 brněnským primátorem, přičemž v této funkci působil do 7. listopadu 2006. Následujících šest let, do roku 2012 byl senátorem obvod č. 59 – Brno-město.
Byl členem správních rad několika vysokých škol, v březnu 2013 se stal členem Rady pro rozhlasové a televizní vysílání. Mandát zastával do března 2019.
Po odchodu z politiky působil v Národním centru divadla a tance ve Valticích, kde koordinoval projekt na obnovu místního zámeckého divadla a jízdáren. V roce 2015 se stal kastelánem valtického zámku.

## Kauza Nové Semilasso
Podle reportáže pořadu Na vlastní oči TV Nova ze září 2012 Svoboda prostřednictvím soukromé firmy byl napojen přes anonymní akcie na majitele na firmu Lords. Napojení Svobody na firmu potvrdila bývalá členka představenstva Věra Křížová, podle které byl Svoboda jedním z lidí, kteří byli v roce 2001 u jejího vzniku. Firma v době, kdy byl Svoboda primátorem Brna, za výhodných podmínek koupila městské pozemky na stavbu luxusního bytového domu Nové Semilasso v Brně-Králově Poli. V bytovém komplexu si následně jeho manželka výhodně koupila byt.